# Derolus nigritulus
Derolus nigritulus là một loài bọ cánh cứng trong họ Cerambycidae.